# NGC 3993
NGC 3993 é uma galáxia espiral (Sb) localizada na direcção da constelação de Leo. Possui uma declinação de +25° 14' 25" e uma ascensão recta de 11 horas, 57 minutos e 37,6 segundos.
A galáxia NGC 3993 foi descoberta em 6 de Abril de 1785 por William Herschel.